# San Antonio Necua
San Antonio Necua también conocida como Cañada de los Encinos es una localidad situada en la orilla noreste del Valle de Guadalupe, dentro del municipio de Ensenada, en el estado de Baja California, México.

## Población
Según datos de población, en el año 2020, San Antonio Necua contaba con un total de 200 habitantes, de los cuales 97 eran mujeres y 103 eran hombres. A lo largo de los años, la población ha presentado variaciones, siendo en 2010 de 204 habitantes y en 2005 de 165 habitantes.

## Cultura Indígena
San Antonio Necua tiene una significativa presencia de población indígena kumiai. En el año 2020, el 47.50% de la población se identificaba como indígena, y de ellos, el 32% hablaba una lengua indígena. Se destaca el hecho de que todos los habitantes de San Antonio Necua que hablaban una lengua indígena también hablaban español.

## Centro Ecoturístico Siñaw Kuatay
San Antonio Necua es conocida por su centro comunitario kumiai, denominado Siñaw Kuatay, que significa bellota grande en la lengua kumiai. Este centro promueve actividades culturales y ecoturísticas que permiten a los visitantes sumergirse en las tradiciones milenarias de la comunidad.
El centro ecoturístico ubicado en San Antonio Necua ofrece actividades para los visitantes, incluyendo recorridos a pie de diferentes distancias que permiten explorar áreas ancestrales. También se encuentran disponibles áreas de acampar, asadores, un museo con recorrido guiado, juegos infantiles y un huerto con plantas medicinales. Además, se llevan a cabo talleres de artesanía y presentaciones de danzas tradicionales como el Kuri Kuri, interpretada por un grupo de niñas con cantos ancestrales. Estas actividades ofrecen a los visitantes la oportunidad de experimentar la cultura y tradiciones kumiai en un entorno natural y educativo.

## Conflicto Territorial
La comunidad kumiai de San Antonio Necua ha enfrentado problemas de invasión, despojo y conflictos territoriales relacionados con el acceso y aprovechamiento de recursos naturales, especialmente debido al crecimiento de la industria vitivinícola en la región. Empresas vitivinícolas han avanzado invadiendo linderos, aguajes y centros ceremoniales de la comunidad, generando conflictos y cerrando caminos vecinales que conectan a la comunidad con la ciudad de Ensenada. A pesar de los intentos de diálogo y procesos jurídicos que se han llevado a cabo, los problemas no han sido resueltos hasta el momento.